# Legal Drug
Legal Drug (合法 ドラッグ) är en mangaserie av CLAMP. Den går också under namnen Lawful Drug och Gohou Drug. För närvarande ligger produktionen nere, men enligt CLAMPs Ageha Ohkawa kommer den åter att tas upp inom en nära framtid. Legal Drug har hittills getts ut i tre volymer, vilket har sagts vara 1/5 av hela den planerade serien. 

## Handling
Historien börjar med att Kazahaya Kudo, seriens huvudkaraktär, räddas från att frysa ihjäl av en annan ung man,  Rikuo Himura. Rikuo tar med Kazahaya till ett apotek som kallas the Green Drugstore. Där blir han anställd hos affärens ägare, Kakei. Snart börjar Kakei och hans partner Saiga skicka ut Rikuo och Kazahaya på underliga uppdrag vid sidan av deras vanliga jobb. Med tiden kommer Rikuo och Kazahaya att lära känna varandra bättre, och även om de ofta har delade åsikter om saker och ting har de inte mycket annat till val än att lära sig samarbeta. Vi får också veta mer om Kazahaya, som har ett mystiskt förflutet och precis som Rikuo dessutom besitter övernaturliga krafter.

## Övrigt
I Legal Drug kan man hitta referenser till flera andra serier av CLAMP, till exempel Suki, Chobits, xxxHolic och Angelic Layer. 